# 李重潤
李 重潤（り じゅうじゅん）は、中国の唐の中宗李顕の嫡子（次男）。初名を李重照と称したが、武則天の諱を忌諱して李重潤と改名した。

## 生涯
中宗と韋皇后の間に生まれ、誕生直後に皇太孫に封じられた。しかし中宗が廃位され、房州に流されると、李重潤も皇太子を廃された。聖暦年間に中宗が皇太子に復位すると、李重潤は邵王に封じられている。大足元年（701年）、永泰郡主李仙蕙・魏王武延基とともに張易之・張昌宗に関し謀議を行ったとして武則天により死を賜った。
神龍2年（706年）に中宗が即位すると、自殺に追い込まれた李重潤を悼み、懿徳太子と追封し、皇太子の格式で改葬し、乾陵に埋葬した。また死去に際し、正妃を娶っていなかったため、中宗は国子監の裴粋の早世した娘との冥婚を行い合葬している。